# Operacja Chasida
Operacja Chasida (hebr. מבצע בלק, Miwca Chasida; pol. operacja Bocian) była żydowską operacją wojskową przeprowadzoną podczas wojny domowej w Mandacie Palestyny w marcu i kwietniu 1948 roku. Operacja polegała na przerzuceniu do Mandatu Palestyny drogą powietrzną broni i amunicji zakupionych w Czechosłowacji. W trakcie jej trwania przeprowadzono ponad sto lotów samolotów transportowych. Organizatorem operacji była żydowska organizacja paramilitarna Hagana.

## Tło wydarzeń
W trakcie wojny domowej w Mandacie Palestyny dowództwo żydowskiej organizacji paramilitarnej Hagana zdawało sobie sprawę z nieuchronności arabskiej inwazji na nowo powstałe państwo żydowskie. Z tego powodu, od początku 1948 poczyniono starania o zakup różnorodnych rodzajów uzbrojenia i amunicji. Wykorzystano w tym celu istniejącą od lat międzynarodową sieć pracowników i lobbystów Agencji Żydowskiej. Dzięki temu, w krótkim czasie zakupiono około 25 tys. karabinów, 5 tys. karabinów maszynowych i 50 mln sztuk amunicji. Do przerzutu broni z Zachodu użyto samolotów zarejestrowanych w Stanach Zjednoczonych, Kanadzie, Belgii i Panamie. Pilotowali je żydowscy piloci, bądź piloci wynajęci najczęściej z Pan American World Airways. Natomiast zakupiony ciężki sprzęt wojskowy, taki jak samochody ciężarowe, transportery opancerzone, czołgi i artylerię, przemycano drogą morską. Drugim, większym źródłem uzbrojenia okazał się Wschód, gdzie Związek Socjalistycznych Republik Radzieckich zatwierdził sprzedaż dużych ilości broni do Izraela. Pochodziła ona w większości z Czechosłowacji.
Czechosłowacki minister spraw zagranicznych Vladimír Clementis (członek Komunistycznej Partii Czechosłowacji) wyraził zgodę na korzystanie przez żydowską Haganę z pasa startowego Žatec, położonego przy mieście Žatec. Jako dowódcę operacji wyznaczono Jehudę Ben Chorina. Hagana napotkała jednak na poważny problem w postaci braku pilota samolotu transportowego. Do Mahalu zgłosił się wówczas brytyjski pilot z II wojny światowej, Gordon Levett. Żydzi podchodzili do niego bardzo nieufnie, zdecydowali się jednak na jego usługi.

## Przebieg operacji
Operacja rozpoczęła się 31 marca 1948 roku od wylądowania wynajętego amerykańskiego samolotu transportowego Douglas C-54 Skymaster na czeskim lotnisku Žatec. Samolot wystartował około północy 1 kwietnia i wylądował na opuszczonym brytyjskim pasie startowym przy arabskiej wiosce Bajt Daras. W ciągu 80 minut wyładowano 200 czeskich karabinów Mauser Kar98k, 40 karabinów maszynowych MG 34 i 150 tys. sztuk amunicji. Natychmiast po wyładowaniu towaru samolot wystartował. Całość operacji przeprowadzono w nocy, w dużym pośpiechu, dzięki czemu żydowscy żołnierze ukryli się zanim w rejon lotniska dotarły siły brytyjskie, bądź arabskie. Broń i amunicja weszły na uzbrojenie Brygady Giwati, która natychmiast po tym przystąpiła do operacji Nachszon.

### Konsekwencje
W ramach operacji Chasida przeprowadzono szereg mniejszych pod-operacji, nazywanych operacjami Balak z kolejnym numerem porządkowym.